# مرکز میکروفیلم نور

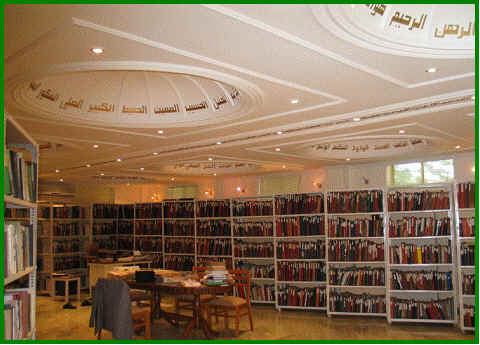
کتابخانه مرکز میکرو فیلم نور

مرکز بین‌المللی میکروفیلم نور
مرکزی پژوهشی در محل خانه فرهنگ جمهوری اسلامی ایران در دهلی نو-هند است که به تهیه میکرو فیلم، عکس برداری، مرمت و نشر نسخه‌های خطی کهن به صورت چاپ همانند می‌پردازد. این مرکز در سال ۱۳۶۴ با تلاش مهدی خواجه پیری تأسیس شد.
آغاز فعالیت علمی، فرهنگی این مرکز مقارن با چهار صدمین سال درگذشت علاّمه قاضی نورالله شوشتری (۱۴۰۹ م) فقید، محدث، متکلم، ادیب وشاعر ایرانی در هند گردید و به پاس خدمات این عالم بزرگ، مؤسسه باعنوان مرکز بین‌المللی میکروفیلم نور نام‌گذاری شد.

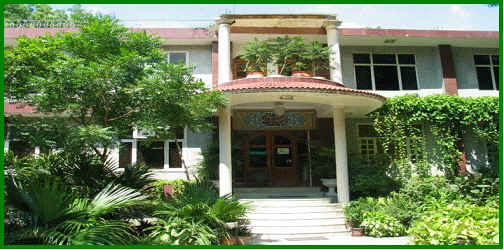
مرکز بین‌المللی میکرو فیلم نور

## فعالیت‌ها
مرکز نور با هدف حفظ و نشر میراث مکتوب اسلامی-ایرانی بنیان‌گذاری شد. از جمله فعالیت‌های این مرکز در این راه تهیه عکس و میکروفیلم از بیش از ۶۰ هزار نسخه‌های خطی پارسی، عربی و اردوی کتابخانه‌های هند، از جمله (کتابخانه مولانا آزاد، کتابخانه لکهنو، کتابخانه‌های گجرات و غیره) است. همچنین، از مجموعه نسخه‌های عکسی و میکروفیلم موجود در مرکز فهرست اجمالی و تفصیلی به زبان‌های فارسی، عربی، انگلیسی و اردو آماده شده‌است.
این مرکز همچنین اقدام به ایجاد روش جدیدو کاملاً انحصاری با مواد گیاهی برای مرمت و آفت‌زدایی نسخه‌های خطی کرده‌است که از آن جمله می‌توان به مرمت نسخه خطی ۷۰۰ ساله کلیات سعدی مرمت قدیمی‌ترین نهج البلاغه و … اشاره کرد.
تا کنون بیش از ۲۰۰ نسخه خطی بسیار نفیس از آثار مکتوب اسلامی توسط این مرکز به صورت نسخه همانند با تمام خصوصیات نسخه اصلی چاپ و تکثیر گردیده است این نوع تکثیر برای اولین بار در این مرکز طراحی و اجرا گردیده است.

## نمایشگاه و سمینارها
۱-نمایشگاه سالار جنگ (حیدرآباد)
۲-نمایشگاه پتنا (بیهار)
۳-نمایشگاه مولانا آزاد (حیدرآباد)
۴-نمایشگاه آرشیو ملی هند (دهلی نو)
۵-نمایشگاه دارالحدیث (قم-ایران)
۶-نمایشگاه همانند سازی اسناد و نسخ خطی در آرشیو ملی هند (دهلی نو)